# Aclytophanes aedumena
Aclytophanes aedumena là một loài bướm đêm thuộc phân họ Arctiinae, họ Erebidae.